# Lazaret (Niamey)
Lazaret ist ein Stadtviertel (französisch: quartier) im Arrondissement Niamey II der Stadt Niamey in Niger.

## Geographie
Lazaret befindet sich im Norden des urbanen Gemeindegebiets von Niamey. Die benachbarten Stadtviertel sind Nord Lazaret im Norden, Banizoumbou II im Osten und Banifandou I im Süden. Das Stadtviertel erstreckt sich über eine Fläche von etwa 153,3 Hektar und liegt wie der gesamte Norden von Niamey in einem Tafelland mit einer weniger als 2,5 Meter tiefen Sandschicht, wodurch nur eine begrenzte Einsickerung möglich ist. Bei starken Regenfällen stehen die Straßen unter Wasser, was zu Verkehrsproblemen führt.
Das Standardschema für Straßennamen in Lazaret ist Rue LZ 1, wobei auf das französische Rue für Straße das Kürzel LZ für Lazaret und zuletzt eine Nummer folgt. Dies geht auf ein Projekt zur Straßenbenennung in Niamey aus dem Jahr 2002 zurück, bei dem die Stadt in 44 Zonen mit jeweils eigenen Buchstabenkürzeln eingeteilt wurde. Diese Zonen decken sich nicht zwangsläufig mit den administrativen Grenzen der namensgebenden Stadtteile. So wird das Schema Rue LZ 1 in den Stadtvierteln Lazaret, Banizoumbou II und Nord Lazaret angewendet.

## Geschichte
Der Ortsname Lazaret (französisch für Lazarett) verweist auf eine alte katholische Hilfseinrichtung, die als Lepra-Station gegründet wurde. Die Siedlung entstand während der Hungersnot der 1970er und 1980er Jahre durch die Zuwanderung von Tuareg, unter anderem aus Mali. Sie galt als noch ärmer als der Stadtteil Boukoki. Bei einer Cholera-Epidemie im Frührjahr 1974 waren die hierher geflüchteten Nomaden am stärksten betroffen. Die Strohhütten der Anfangszeit wurden später durch feste Häuser ersetzt.

## Bevölkerung
Bei der Volkszählung 2012 hatte Lazaret 24.282 Einwohner, die in 3620 Haushalten lebten. Bei der Volkszählung 2001 betrug die Einwohnerzahl 32.750 in 5260 Haushalten und bei der Volkszählung 1988 belief sich die Einwohnerzahl auf 16.098 in 2557 Haushalten.

## Infrastruktur
Der Markt von Lazaret besteht seit dem Jahr 1990. Er erstreckt sich über eine Fläche von 0,45 Hektar und dient vorrangig der Versorgung der Bevölkerung des Stadtviertels. In Lazaret gibt es mehrere öffentliche Grundschulen. Die älteste, die Ecole primaire de Lazaret I, wurde 1972 gegründet. Im Stadtviertel ist mit einem Centre de Santé Intégré (CSI) ein Gesundheitszentrum vorhanden.